# تصميم بديهي
التصميم البديهي هو منهجية تصميم النظم باستخدام نظم المصفوفة من أجل القيام بعملية تحليل منهجي لتحويل احتياجات العملاء إلى متطلبات وظيفية ومعايير تصميم ومعالجة المتغيرات. وترتبط المتطلبات الوظيفية (FRs) بمعايير التصميم (DPs) بشكل خاص:
{\displaystyle {\begin{bmatrix}FR_{1}\\FR_{2}\end{bmatrix}}={\begin{bmatrix}A_{11}&amp;A_{12}\\A_{21}&amp;A_{22}\end{bmatrix}}{\begin{bmatrix}DP_{1}\\DP_{2}\end{bmatrix}}}
وقد تمت تسمية هذه الطريقة من استخدامها لمبادئ التصميم أو بديهيات التصميم (بمعنى فرض بدون برهان) التي تنظم التحليل وعملية اتخاذ القرار في تطوير تصميمات أنظمة أو منتجات ذات جودة عالية. البديهيتان المستخدمتان في التصميم البديهي (AD) هما:
- البديهية الأولى: بديهية الاستقلال. المحافظة على استقلالية المتطلبات الوظيفية.
- البديهية الثانية: بديهية المعلومات. تقليل محتوى المعلومات في التصميم.

يعتبر التصميم البديهي طريقة تصميم تتناول المسائل الأساسية في طرق تاغوشي.
وقد وضع المنهجية سوه نام بيو (دكتور بمعهد ماساتشوستس للتقنية (MIT)، قسم الهندسة الميكانيكية) في أواخر التسعينيات من القرن العشرين. وقد عُقدت سلسلة من المؤتمرات الأكاديمية من أجل تقديم التطورات الحالية في هذه المنهجية. ويعد المؤتمر الدولي للتصميم البديهي (ICAD) الذي عُقد في ورشستر (بوسطن) في الولايات المتحدة الأمريكية عام 2013 هو أحدث هذه المؤتمرات.

## وصلات خارجية
A discussion of the methodology is given here:
- Axiomatic Design for Complex Systems is a professional short course offered at MIT
- Axiomatic Design Technology described by Axiomatic Design Solutions, Inc.

Past proceedings of International Conferences on Axiomatic Design can be downloaded here:
- ICAD2009
- ICAD2006
- ICAD2004
- ICAD2002
- ICAD2000